# Cryptanura spinaria
Cryptanura spinaria är en stekelart som först beskrevs av Brulle 1846.  Cryptanura spinaria ingår i släktet Cryptanura och familjen brokparasitsteklar. Inga underarter finns listade i Catalogue of Life.